# Alena
Alena (лат.) — род настоящих верблюдкок (Raphidiidae). Известно около 10 видов в Северной Америке.

## распространение
Северная Америка: юго-запад США и запад Мексики. За исключением Al. (Al.) distincta, имеющего наименьшую для рода (900—1200 м) высоту, другие виды Alena встречаются на высоте от 1270 до 2970 м.

## Описание
Небольшой род из семейства Raphidiidae включает около 10 видов и обитает только на юге Северной Америки, особенно в западной части Мексики. Несмотря на молекулярную филогению Raphidiidae, описанную Haring et al. (2011), которые восстановили Alena как сестринскую кладу палеарктических Raphidiidae, в нескольких предыдущих исследованиях этот род считался сестринским всем Raphidiidae, следуя своим уникальным генитальным признакам среди их родов: у самцов тергит и стернит девятого сегмента брюшка разделены, а не образуют кольцо; стернит IX слабо развит, у большинства видов незаметен; слияние комплекса гонококситов X («парамеры») с гонапофизами IX («гиповальвами»), кажущимися вершинами гиповальвы; и самки с адгезией или слиянием сумок атриумом и receptaculum seminis.
Род Alena был описан Навасом в 1916 году и первоначально включал типовой вид A. distincta и вид A. minuta, оба ранее включенные в Raphidia Linnaeus, 1758. Однако самым старым из известных видов на самом деле является Alena (Az.) australis (Banks, 1895), что предполагает более чем 120-летнюю историю группы, насчитывающей всего десять описанные виды. По сравнению с другими родами Raphidiidae, Alena до сих пор малоизвестна, хотя её последнее исследование было опубликовано всего несколько лет назад (2013), в котором исследователи заявили, что это редчайшие насекомые и каждая находка экземпляра Alena заслуживает внимания «…находка любого нового вида Alena была и всегда останется волнующим событием».
В 2019 году под тем же названием был описан род бабочек-совок Alena, чьё омонимичное название для избежания путаницы было затем заменено на Aliona.
- Подрод Alena s. str.:
  - Alena (Alena) distincta (Banks, 1911)
- Подрод Aztekoraphidia:
  - Alena (Aztekoraphidia) alanae Martins et al., 2022
  - Alena (Aztekoraphidia) australis (Banks, 1895)
  - Alena (Aztekoraphidia) caudata (Navás, 1914)
  - Alena (Aztekoraphidia) horstaspoecki U. Aspöck & Contreras-Ramos, 2004[7]
  - Alena (Aztekoraphidia) infundibulata U. Aspöck et al., 1994
  - Alena (Aztekoraphidia) minuta (Banks, 1903)
  - Alena (Aztekoraphidia) schremmeri U. Aspöck et al., 1994
  - Alena (Aztekoraphidia) tenochtitlana (U. Aspöck & H. Aspöck, 1978)
- Подрод Mexicoraphidia:
  - Alena (Mexicoraphidia) americana (Carpenter, 1959)[8]